# ロッチデールAFC
ロッチデール・アソシエイション・フットボール・クラブ（Rochdale Association Football Club）はイングランド、グレーター・マンチェスター、ロッチデールを本拠地とするサッカークラブチームである。2022-2023シーズンはEFLリーグ2（4部相当）に所属。

## 歴史
1907年創設。当初は地域リーグ所属だったが、1921-22シーズンからイングリッシュ・フットボールリーグに参加した。1923-24シーズンと1926-27シーズンにサードディビジョン・ノースで2位となったが、当時は1位のみしか昇格の権利が無かった為2部リーグへ昇格は出来なかった。この2シーズンがクラブの歴代最高位であり、2部リーグ以上のリーグへは一度も昇格した経験がない。
1958-59シーズンに4部へ初降格。1961-62シーズンはリーグ戦では4部で12位に終わったが、リーグカップでは躍進を見せ、準決勝では当時1部所属だったブラックバーン・ローヴァーズFCを破り、初めて決勝へ進出した。しかし決勝では2部のノリッジ・シティFCに破れ優勝はならなかった。
1968-69シーズンに3部昇格するが、5年後には再び4部へと降格した。その後は長らく低迷し、1977-78シーズンと1979-80シーズンには4部リーグで最下位に沈んだ。しかし当時はまだ4部とノンリーグとの間に自動昇降格の制度が無かったため、降格は免れている。
2009-10シーズンに4部で3位となり、36年ぶりに3部へ昇格を果たした。その2年後に4部降格、そのまた2年後に3部昇格を経て、2020-21シーズンに4部へ降格するまでの7シーズンは3部に定着した。2022-23シーズンは4部で最下位に終わり、初めて5部のナショナルリーグへと降格を喫し、102年間にわたって所属したプロリーグから姿を消すこととなった。

## タイトル

### 国内タイトル
- なし

### 国際タイトル
- なし

## 過去の成績
| シーズン | ディビジョン        | ディビジョン | ディビジョン | ディビジョン | ディビジョン | ディビジョン | ディビジョン | ディビジョン | ディビジョン | FAカップ  | EFLカップ | 欧州カップ / その他          | 欧州カップ / その他 | 最多得点者 | 最多得点者 |
| シーズン | リーグ              | 試           | 勝           | 分           | 敗           | 得           | 失           | 点           | 順位         | FAカップ  | EFLカップ | 欧州カップ / その他          | 欧州カップ / その他 | 選手       | 得点数     |
| -------- | ------------------- | ------------ | ------------ | ------------ | ------------ | ------------ | ------------ | ------------ | ------------ | --------- | --------- | ---------------------------- | ------------------- | ---------- | ---------- |
| 2010–11  | フットボールリーグ1 | 46           | 18           | 14           | 14           | 63           | 55           | 68           | 9位          | 1回戦敗退 | 2回戦敗退 | フットボールリーグトロフィー | 1回戦敗退           |            |            |
| 2011–12  | フットボールリーグ1 | 46           | 8            | 14           | 24           | 47           | 81           | 38           | 24位         | 1回戦敗退 | 3回戦敗退 | フットボールリーグトロフィー | 準々決勝敗退 (N)    |            |            |
| 2012–13  | フットボールリーグ2 | 46           | 16           | 13           | 17           | 68           | 70           | 61           | 12位         | 1回戦敗退 | 1回戦敗退 | フットボールリーグトロフィー | 2回戦敗退           |            |            |
| 2013–14  | フットボールリーグ2 | 46           | 24           | 9            | 13           | 69           | 48           | 81           | 3位          | 4回戦敗退 | 1回戦敗退 | フットボールリーグトロフィー | 準々決勝敗退 (N)    |            |            |
| 2014–15  | フットボールリーグ1 | 46           | 19           | 6            | 21           | 72           | 66           | 63           | 8位          | 4回戦敗退 | 1回戦敗退 | フットボールリーグトロフィー | 2回戦敗退           |            |            |
| 2015–16  | フットボールリーグ1 | 46           | 19           | 12           | 15           | 68           | 61           | 69           | 10位         | 2回戦敗退 | 2回戦敗退 | フットボールリーグトロフィー | 準々決勝敗退 (N)    |            |            |
| 2016-17  | EFLリーグ1          | 46           | 19           | 12           | 15           | 71           | 62           | 69           | 9位          | 4回戦敗退 | 2回戦敗退 | EFLトロフィー                | 2回戦敗退           |            |            |
| 2017-18  | EFLリーグ1          | 46           | 11           | 18           | 17           | 49           | 57           | 51           | 20位         | 5回戦敗退 | 2回戦敗退 | EFLトロフィー                | 3回戦敗退           |            |            |
| 2018-19  | EFLリーグ1          | 46           | 15           | 9            | 22           | 54           | 87           | 54           | 16位         | 2回戦敗退 | 2回戦敗退 | EFLトロフィー                | 3回戦敗退           |            |            |
| 2019-20  | EFLリーグ1          | 34           | 10           | 6            | 18           | 39           | 57           | 36           | 18位         | 3回戦敗退 | 3回戦敗退 | EFLトロフィー                | 1回戦敗退           |            |            |
| 2020-21  | EFLリーグ1          | 46           | 11           | 14           | 21           | 61           | 78           | 47           | 21位         | 1回戦敗退 | 2回戦敗退 | EFLトロフィー                | 1回戦敗退           |            |            |
| 2021-22  | EFLリーグ2          | 46           | 12           | 17           | 17           | 51           | 59           | 53           | 18位         | 2回戦敗退 | 3回戦敗退 | EFLトロフィー                | 1回戦敗退           |            |            |
| 2022-23  | EFLリーグ2          | 46           |              |              |              |              |              |              | 位           |           |           | EFLトロフィー                |                     |            |            |

## 歴代監督
- ヴィンス・ヘイズ 1913-1919
- エディー・グレイ 1986-1988
- キース・ヒル 2013-2019
- ブライアン・バリー・マーフィー 2019-2021
- ロビー・ストックデイル 2021-

## 歴代所属選手

### GK
- マーカス・ハーネマン 2001
- トム・ヒートン 2009-2010
- オウェイン・フォン・ウィリアムズ 2011

### DF
- クレイグ・ドーソン 2009-2010, 2010-2011

### FW
- イアン・グリフィス 1983-1984
- パトリック・マッコート 2001-2005
- リッキー・ランバート 2005-2006
- グレン・マレー 2006-2008
- ジョーダン・ローズ 2008

## 備考
ロッチデールAFCはイングランドで最も成功していないクラブの1つとして知られる。
108年の歴史で1つもトロフィーが無いのが原因である。